# غشائية شاحبة
غشائية شاحبة (بالإنجليزية: Hymenobacter pallidus)‏ هي نوع من البكتيريا،  تتبع الغشائية.